# Mario Le Mole

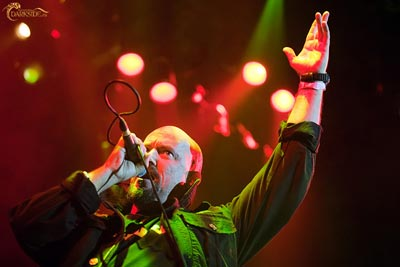
Mario Le Mole 2009

Mario Le Mole (* 23. Januar 1967 in Rüdersdorf bei Berlin als Mario Schneider geb.) ist Sänger der deutschen Heavy-Metal-Band Mind Odyssey.

## Leben
Mario Le Mole (Mario Schneider) nahm mit 8 Jahren Gitarrenunterricht und sang in einem Chor. Einige Zeit später gründete er die Schülerband „Dynasty“. Er besuchte die Musikschule Oder-Spree in Fürstenwalde und nahm Gesangsunterricht bei Leonore Gendries (Gesangslehrerin u. a. Nina Hagen). Als Sänger der damals schon bekannteren, ostdeutschen Metal-Band „Mephisto“ sammelte er erste Erfahrungen als Frontmann. Schnell wuchs jedoch der Wunsch in ihm, nach einer eigenen Band, und so gründete er, zusammen mit Frank Lebe, Rocco Stellmacher und Dan Uhden, die ostdeutsche Metal-Band „Merlin“. Mit „Merlin“ produzierte er diverse Titel für den Rundfunk der DDR und für das ostdeutsche Plattenlabel AMIGA. Mit „After The War“ gelang Merlin 1989 ein Nummer-eins-Hit in der ostdeutschen Rockhitparade Beatkiste. „Merlin“ nahm an diversen Rockfestivals teil, darunter Rock für den Frieden und Rock für Unicef. Damals trat Mario noch unter seinem Gebnurtsnamen Mario Schneider auf. Erst als die Gema 1991 ein Pseudonym von ihm verlangte‚ da sein richtiger Geburtsname schon vergeben war, nannte er sich Mario Le Mole. Das Ende der DDR war gleichzeitig auch das Ende von „Merlin“.
Während der Aufnahmen zu „Speed Up“ im Ostberliner Amiga-Studio fuhr er in das Kreuzberger Studio Music Lab Berlin von Harris Johns, wo er das Demo Illusions mit Gracious Violence aufnahm. Dieses Demo knüpfte den Kontakt zu Musiker und Produzenten Frank Bornemann. Ihm gefielen die Aufnahmen, und er besorgte den ersten Plattenvertrag bei „Noise Records“. Das Demo „Illusions“ wurde Platz 1 der japanischen Democharts. Nach künstlerischen Differenzen verließ Mario Le Mole die Band. Er gründete mit Dan Uhden („Merlin“), Rocco Stellmacher („Merlin“) und Volker Schultz („Gracious Violence“) die Band „Mind Odyssey“. Diese Besetzung hielt jedoch nur für die erste CD „Keep it all turning“. Im Anschluss daran gab es diverse Musikerwechsel in deren Folge 1995 Victor Smolski zur Band stieß. Mit „Mind Odyssey“ spielte Mario diverse Einzelshows und ging 1996 als Support mit „Vicious Rumors“ auf Europa-Tournee. Im gleichen Jahr machte Mario mit „Mind Odyssey“ ein Video („Shizophenia“) welches of auf MTV und VIVA zu sehen war. Zum 1998 erschienenen Album „Nailed to the shade“ gingen „Mind Odyssey“ als Support mit „Savatage“ auf Europa-Tournee.
Mario Le Mole veröffentlichte 2009 mit Buzz Dee (Knorkator). die CD „Wohnzimmer ab 40“. Hier sang Mario seit langer Zeit wieder auf Deutsch und bewegte sich musikalisch auf völlig neuem Boden.
Mario Le Mole veröffentlichte zudem unter dem Namen „Pandea“ gemeinsam mit Dan Uhden eine musikalische und konzeptionelle Umsetzung des amerikanischen Filmklassikers Soylent Green mit Charlton Heston. Beteiligt waren diverse ehemalige DDR-Musiker, darunter Norbert Schmidt (Formel 1), Norbert „Klempo“ Bode (Biest), Jacky Lee Man (Pharao), Victor Smolski und Buzz Dee (Knorkator).
Im Laufe der Jahre hatten sich viele Ideen angesammelt, und die technischen Voraussetzungen für die Umsetzung eines Soloalbums waren plötzlich gegeben. So kam es am 3. Juni 2022 zur weltweiten Veröffentlichung der ersten Solo-CD „Restless Man“. Am 6. September 2024 wurde die zweite Solo-CD mit dem Namen „Evolution“ weltweit veröffentlicht.

## Diskografie
- Merlin – Rockbilanz 89 Sampler mit Merlin (1989)
- Merlin – Speed Up Sampler mit Merlin (1990)
- Sodom – Better of dead “backing vocals” (1990)
- Mind Odyssey – Keep it all turning (1993)
- Mind Odyssey – Schizophenia (1995)
- Merlin – Geil auf Heavy Metal Sampler mit Merlin (1996)
- Merlin – DT 64 Story Vol II Sampler mit Merlin (1996)
- Mind Odyssey – Nailed To The Shade (1998)
- Mind Odyssey – Signs (1999)
- Mind Odyssey – Best of (2008)
- Mind Odyssey – Time to change it (2009)
- Buzz Dee & Mario Le Mole – Wohnzimmer ab 40 (2009)
- Pandea – Soylent Green (2010)
- Mario Le Mole – Restless Man (2022)
- Mario Le Mole – Evolution (2024)